# Shōfuku-ji (Odawara)

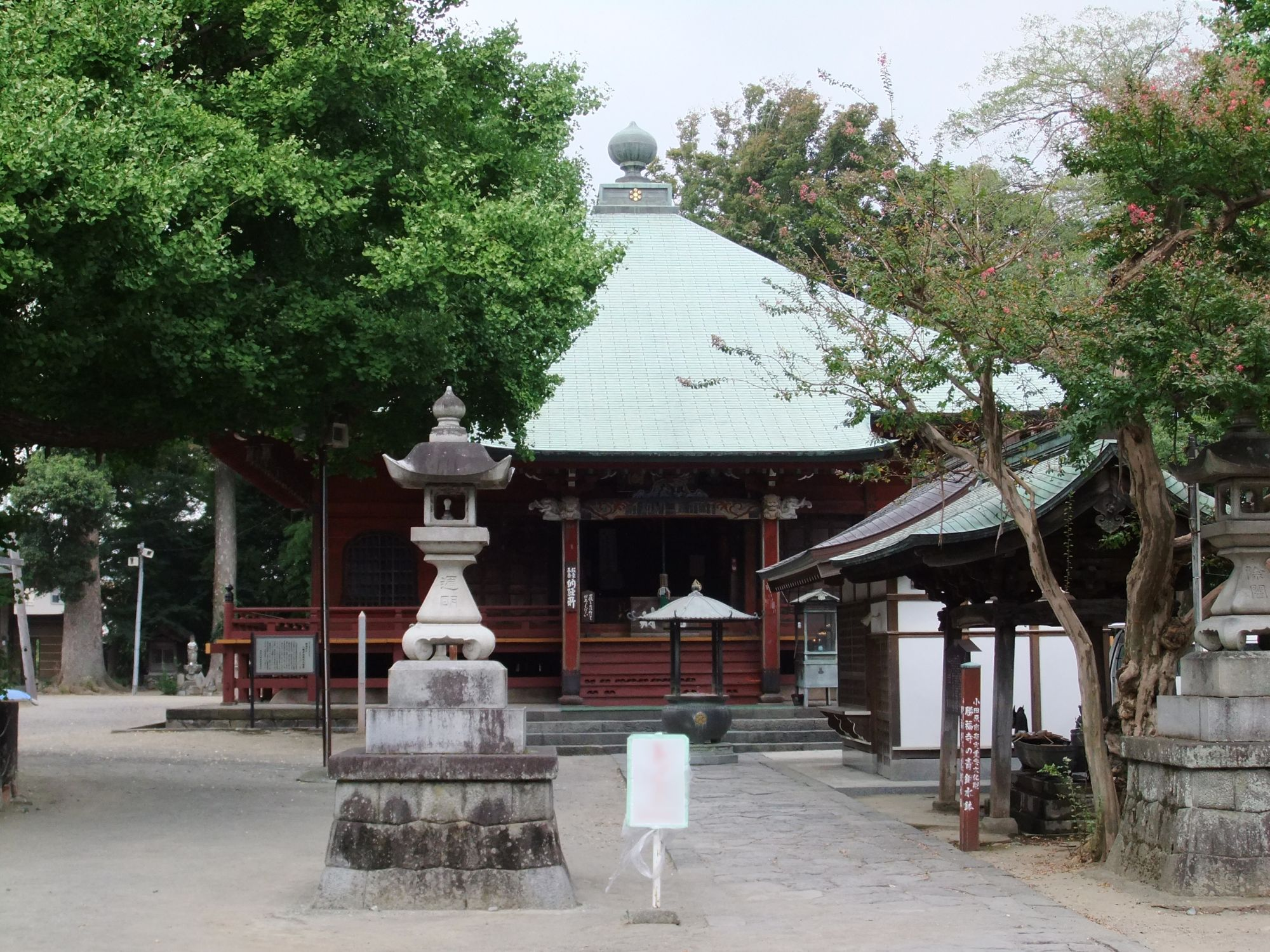
Haupthalle

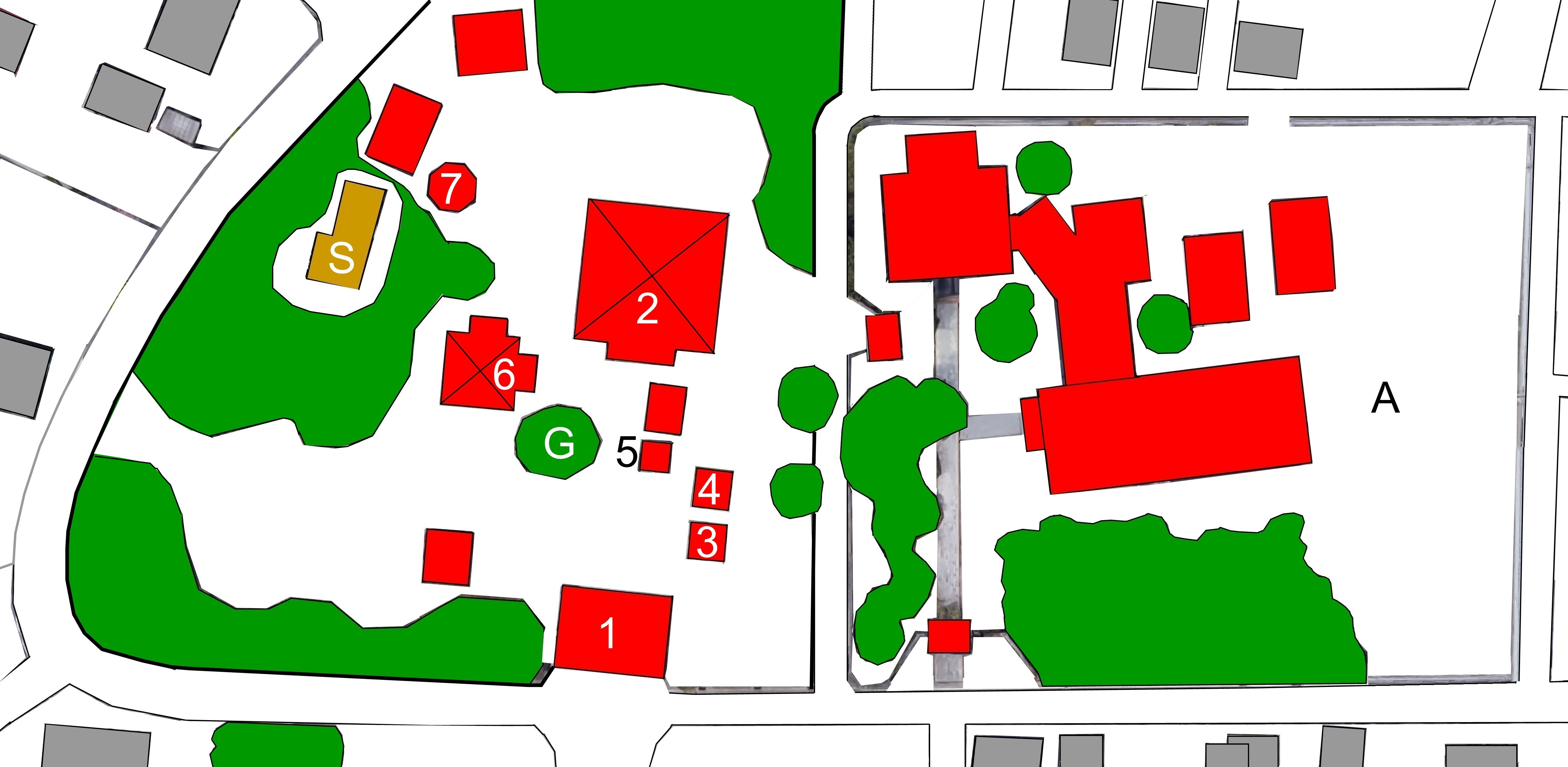
Plan des Tempels (s. Text)

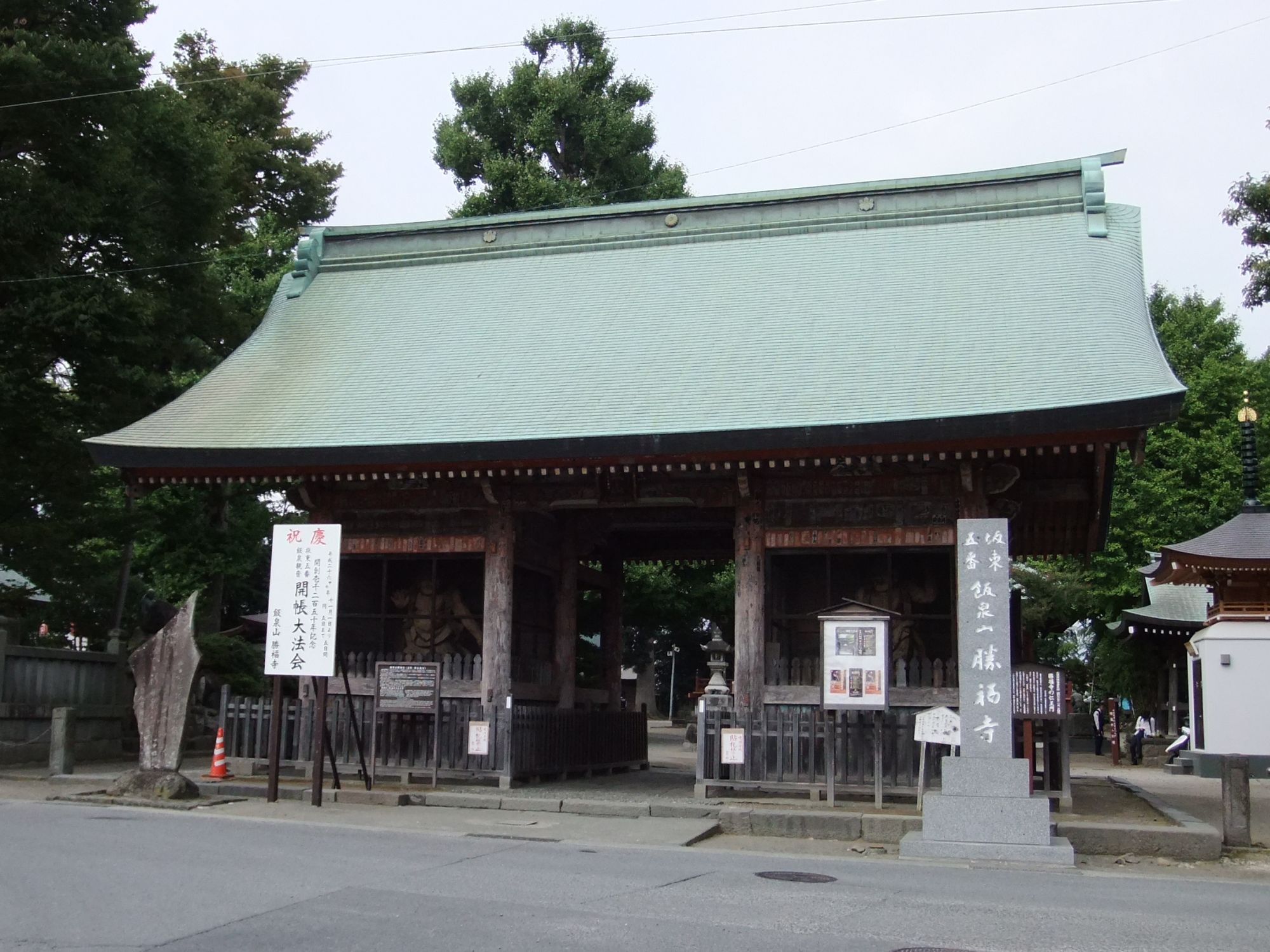
Niō-Tor

Der Shōfuku-ji (japanisch 勝福寺), mit dem Bergnamen Iizumi-zan (飯泉山), daher auch einfach Iizumi Kannon (飯泉観音) genannt, ist ein Tempel der Shingon-Richtung des Buddhismus in Odawara (Präfektur Kanagawa), Japan. In der traditionellen Zählung ist er der 5. der 33 Tempel der Kantō-Region.

## Geschichte
Während der Nara-Zeit überließ Priester Jianzhen (688–763) eine von Kaiser Kōken geschenkte Kannon dem Priester Dōkyō († 772), der sie im Yuge-ji (弓削寺) auf der Anhöhe Chiyodai aufstellte. Von dort gelangte sie schließlich hierher.

## Die Anlage
Man betritt die Tempelanlage durch das mächtige, kupfergedeckte Tempeltor, das hier als Niō-Tor (仁王門 Niō-mon; 1 im Plan), also als Tor mit den beiden Tempelwächtern (Niō) rechts und links vom Durchgang ausgeführt ist. Voraus sieht man die kupfergedeckte Haupthalle (本堂 Hondō, 2). Das jetzige Gebäude stammt aus dem Jahr 1706 und ist als Kulturgut der Präfektur eingetragen. Die Halle zeigt den Stil der frühen Edo-Zeit, modifiziert in einer Weise, die für den esoterischen Buddhismus (密教 Mikkyō) typisch ist. Der Vorbereich (外陣 gejin) ist 2 Ken, hier 3,63 m, tief und der Innere Bereich (内陣 naijin) 5,45 m. Wenn man die Stufen zur Halle emporsteigt und das Gebäude betritt, so sieht man vor dem Inneren Bereich geschnitzte fliegende Engel (飛天 Hiten).
Auf dem Weg zur Haupthalle passiert man rechts ein im Stil als Schatzpagode ausgeführtes Gebäude zur Aufnahme der Sutren (納経塔 Nōkyōtō; 3) und den Glockenturm (鐘楼 Shōrō; 4). Die Inschrift an der Glocke weist auf das Jahr 1629 hin und darauf, dass sie in Odawara gegossen wurde, also während der Zeit der Späteren Hōjō, als die Stadt ein Zentrum der Glockengießerei war. Vor dem Glockenturm steht ein Wassergefäß aus Bronze (青銅水鉢 Seidō mizubachi; 5), das die Form eines Drachenbootes (龍頭船 Ryūtōsen) hat. Es wurde im Bezirk Kanda von Edo, dem heutigen Tokio, hergestellt. Auf der linken Seite steht eine kleine Halle, die wohl dem Dainichi-Buddha (6) gewidmet ist. Das kleine oktogonale Gebäude hinten links beherbergt eine „Pferdekopf-Kannon“ (馬頭観音 Batō Kannon; 7).
Auf der linken Seite vor der Haupthalle steht ein großer weiblicher Ginkgo-Baum (G), ein Naturdenkmal der Präfektur. Er soll die Bitten von Frauen um größere Brüste erfüllen.
Auf dem Tempelgelände befindet sich ein Hachiman-Schrein (八幡神社 Hachiman-jinja; S), der von großen, dichtstehenden Bäumen umgeben ist. Diese dichte Baumgruppe Jusō (樹叢) genannt, ist als Naturdenkmal der Präfektur registriert. Der Schrein ist ein Beispiel für das Zusammengehen von Buddhismus und Shintoismus, das eine Zeitlang angestrebt wurde.
Östlich schließt sich der weitläufige Abt- und Mönchsbereich (A) an.

## Schätze des Tempels
In dem Schrein (厨子 Zushi) hinter der im Vordergrund stehenden Kannon befindet sich eine nicht öffentlich gezeigte elfgesichtige Kannon (十一面観音 Jūichimen Kannon), die als Kulturgut der Präfektur eingetragen ist. Sie ist aus einem Stück Sandelholz hergestellt, wohl von einem Schnitzer der Gegend, und wird auf die frühe Heian-Zeit datiert.